# Церква святого Симеона Стовпника (Суходоли)
Церква святого Симеона Стовпника — дерев'яний православний храм у селі Суходоли Зимнівської громади Володимирського району Волинської області. Парафія належить до Володимир-Волинської єпархії Православної церкви України.
Перша церква в селі відома з 1580 року. Сучасна будівля є перебудовою храму 1777 року, здійсненою на початку XX століття. У лютому 2019 року громада храму однією з перших у районі перейшла з УПЦ (Московського патріархату) до Православної церкви України.

## Історія

### Рання історія
Перша відома церква в Суходолах, освячена на честь Вознесіння Господнього, була збудована з дерева в 1580 році. Вона розташовувалася на старому цвинтарі й була зруйнована в 1950-х роках. У 2019 році на її місці освятили пам'ятний хрест.
Наступний дерев'яний храм збудували у 1777 році. На початку XX століття через аварійний стан споруду було повністю перебудовано, після чого вона набула сучасного вигляду. За іншими даними, нову церкву збудували у 1905 році та освятили на честь святого Симеона Стовпника.

### Радянський період
Навесні 1960 року радянська влада припинила богослужіння у храмі. Рішенням Волинського облвиконкому від 29 серпня 1961 року церкву зняли з державної реєстрації. З 1963 року приміщення храму використовували як склад місцевого колгоспу імені Леніна, існували також плани перебудувати його під школу.

### Сучасність
Богослужіння в храмі відновилися з початком незалежності України. Релігійну громаду було офіційно зареєстровано 24 грудня 1991 року.
15 лютого 2019 року відбулися збори релігійної громади, на яких парафіяни одноголосно підтримали перехід з юрисдикції УПЦ (МП) до Православної церкви України. Рішення громади підтримав настоятель храму. Свято-Симеонівська громада стала 22-ю на Волині, що офіційно перейшла до ПЦУ після отримання Томосу про автокефалію.
З переходом на новоюліанський календар громада відзначає престольне свято на честь святого Симеона Стовпника 1 вересня (раніше — 14 вересня).

## Настоятель
Настоятелем храму понад 30 років служить протоієрей Іван Драган. У 2019 році він став одним із двох священників Володимир-Волинської єпархії УПЦ (МП), які долучилися до новоствореної Православної церкви України. За свідченнями парафіян, отець Іван ще до переходу до ПЦУ принципово правив служби українською мовою, попри зауваження з боку церковного керівництва.

## Реліквії
З Симеонівської церкви походить давня ікона XVII століття «Богородиця Одигітрія», яка нині експонується в Музеї волинської ікони. Образ належить до найкращих зразків волинської іконописної школи.
Ікону виконано на липовій дошці в техніці темпери з левкасом. Тло і німби позолочені та прикрашені гравійованим рослинним орнаментом. Богородиця зображена в традиційній для іконографічного типу «Одигітрія» (Провідниця) позі: вона тримає на лівій руці немовля Ісуса, а правою рукою вказує на нього як на шлях до спасіння. Мистецтвознавці відзначають майстерність виконання, одухотвореність ликів та риси, притаманні українському типажу жінок.

## Галерея

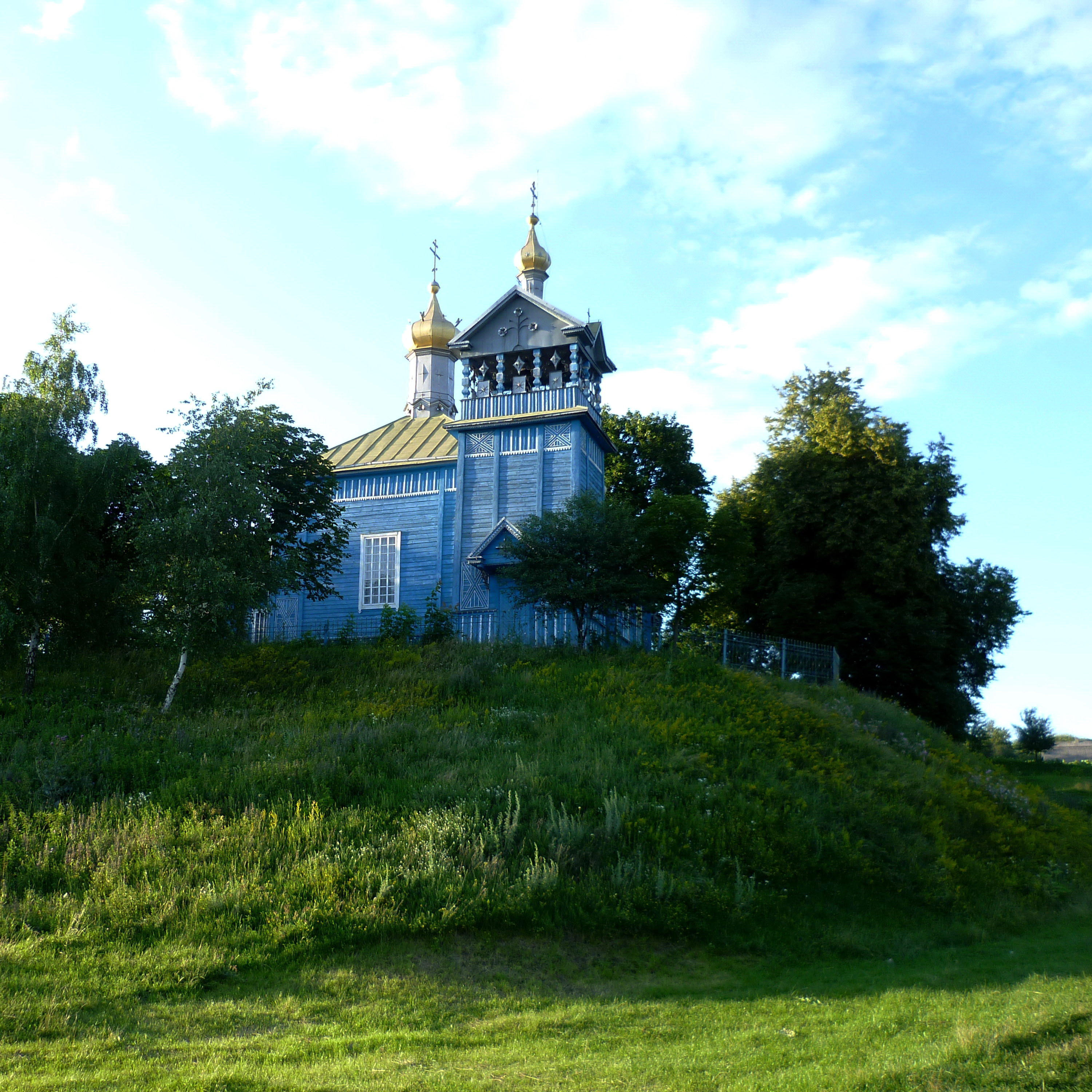
Загальний вигляд храму
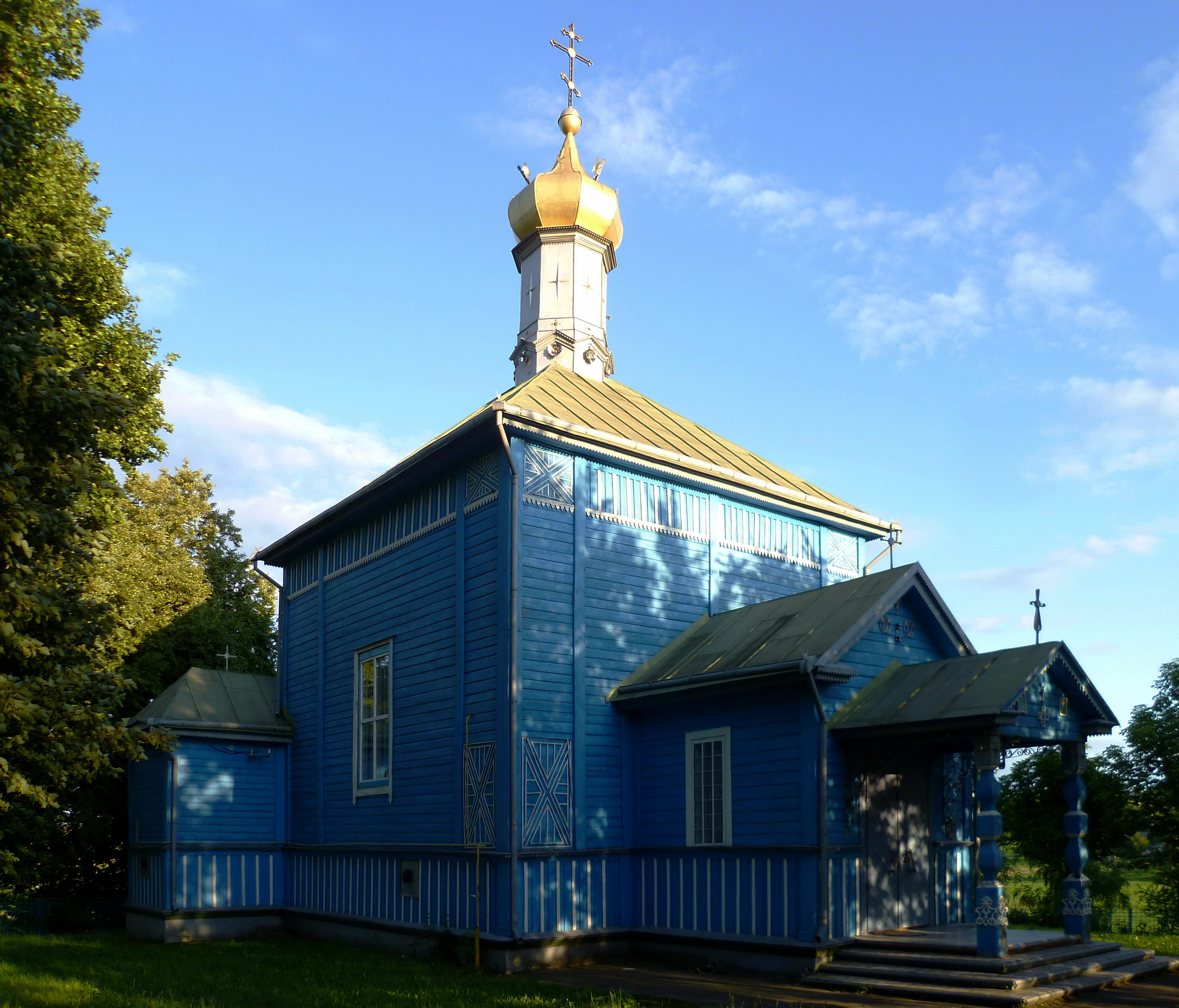
Вигляд з північного заходу
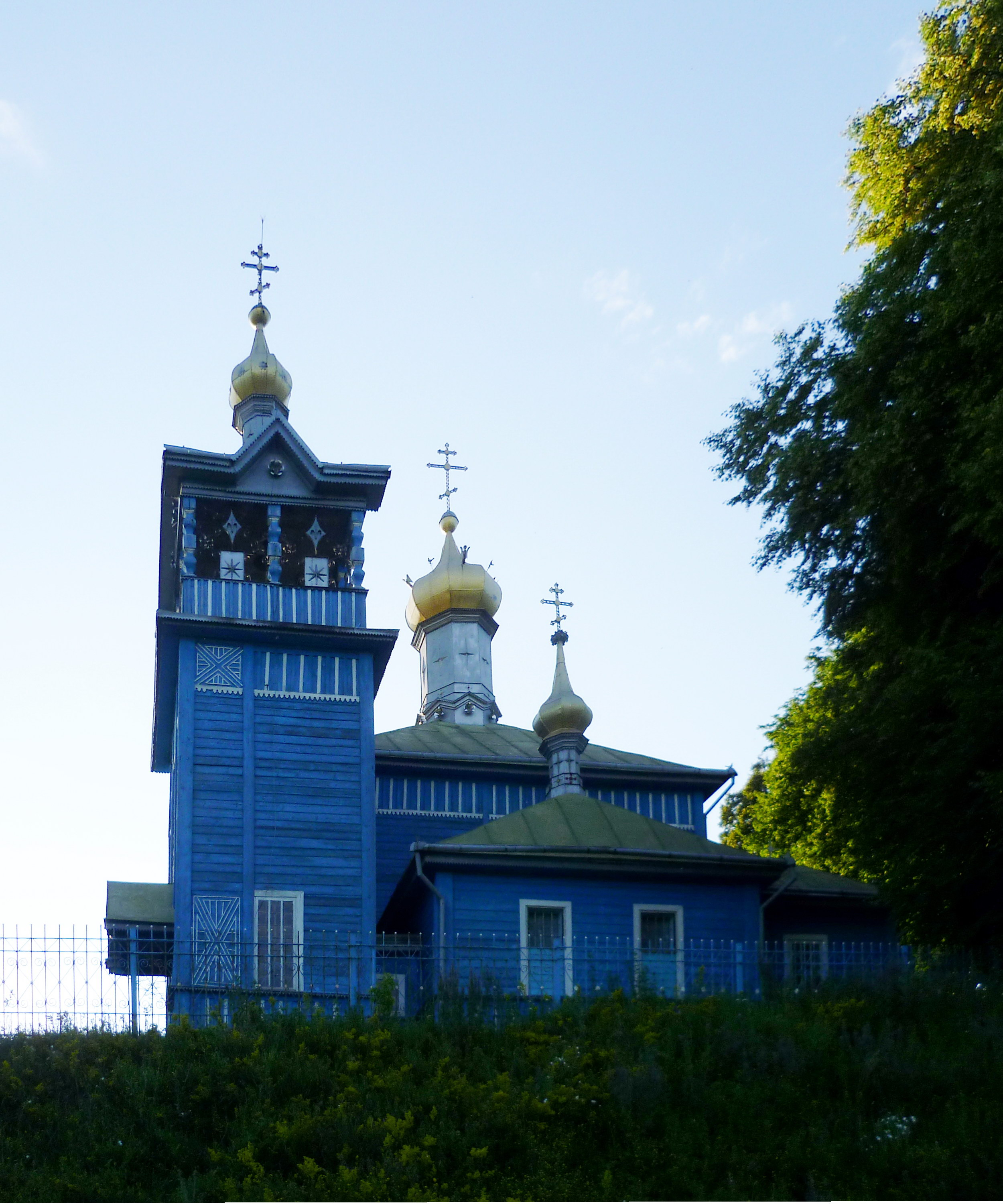
Вигляд з апсиди (сходу)